# Vingrösttjärnen
Vingrösttjärnen är en sjö i Härjedalens kommun i Härjedalen och ingår i Dalälvens huvudavrinningsområde. Sjön har en area på 0,148 kvadratkilometer och ligger 819,1 meter över havet. Vingrösttjärnen ligger i Rogen Natura 2000-område.

## Delavrinningsområde
Vingrösttjärnen ingår i det delavrinningsområde (691177-133626) som SMHI kallar för Utloppet av Vingrösttjärnen. Medelhöjden är 838 meter över havet och ytan är 2,7 kvadratkilometer. Det finns inga avrinningsområden uppströms utan avrinningsområdet är högsta punkten. Vattendraget som avvattnar avrinningsområdet har biflödesordning 4, vilket innebär att vattnet flödar genom totalt 4 vattendrag innan det når havet efter 525 kilometer. Avrinningsområdet består mestadels av skog (81 procent) och kalfjäll (12 procent). Avrinningsområdet har 0,18 kvadratkilometer vattenytor vilket ger det en sjöprocent på 6,5 procent.